# غلاف لوني

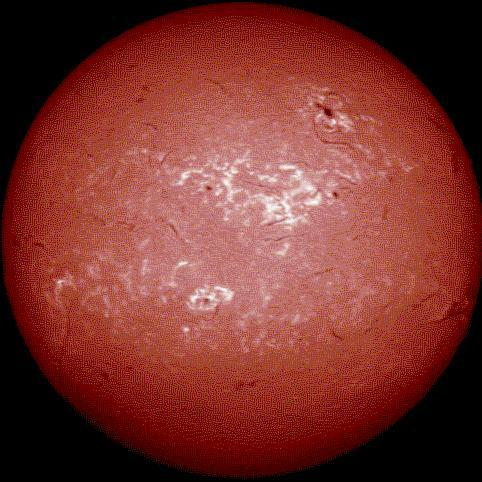
الشمس كما تظهر باستعمال مرشح لخط الهيدروجين-ألفا

جو الشمس (المتكور الملون) (بالإنجليزية chromosphere) يعني بالإنجليزية الكرة الملونة وهي تلك الطبقة الرقيقة من سطح الشمس المعرضة للفضاء الكوني ، وهي تعلو طبقة أخرى تسمى غلاف ضوئي (فوتوسفير) photosphere ، وعمقها نحو 2000 كيلومتر . وتعتبر طبقة جو الشمس الخارجية أكثر نفاذية عن ما تحتها من طبقات بما فيها الغلاف الضوئي ، حيث أن الغلاف الضوئي هو مانسميه «سطح الشمس» . و يتميز جو الشمس بهذا اللون البرتقالي حيث أن الطيف الشمسي يغلب عليه لون الضوء الأحمر الناشئ عن خط الطيف المسمى هيدروجين-ألفا إتش-ألفا (سلسلة بالمر) الناتج عن عنصر الهيدروجين. ويمكن رؤية جو الشمس مباشرة خلال الخسوف الكلي للشمس ، حيث تسطع تلك الطبقة من جو الشمس لفترة قصيرة في فترة اختفاء الشمس تماما خلف القمر.
وهناك حقائق عجيبة في هذا الشأن لم يستطع العلماء تفسيرها حتى الآن . ذلك أن درجة حرارة المتكور الملون (chromosphere) أعلى بكثبر عن درجة حرارة المتكور الضوئي ( photosphere )التي تحتها والتي تبلغ بين 4000 كلفن و 6400 كلفن بينما درجة حرارة جوالشمس تبلغ 4500 كلفن وتعلو إلى 20000 كلفن .
.
وهناك نظرية أو اعتقاد بأن هذا الفارق في درجة الحرارة يرجع إلى مايسمى بالاضطرابات الصوتية في جو الشمس .
ولا يمكن عادة رؤية المتكور الملون ( chromosphere ) حيث يغلب بريق المتكور الضوئي ، ولكن يتمكن العلماء من رؤيتها بوساطة أنواع مخصوصة من المرشحات الضوئية ، تتميز بنفاذيتها الجيدة لشعاع الهيدروجين-ألفا وتوجد عل ظهر البسيطة مراصد عديدة تراقب هذا الخط الضوئي باستمرار والذي يــُبدي بوضوح تلك الألسنة الحرارية الصاعدة في جوالشمس . تلك الألسنة الصاعدة وأخرى تبدو من الجانب هي منبع لكثير من أقواس اللهب والألسنة التي لها تأثير على جو الأرض.

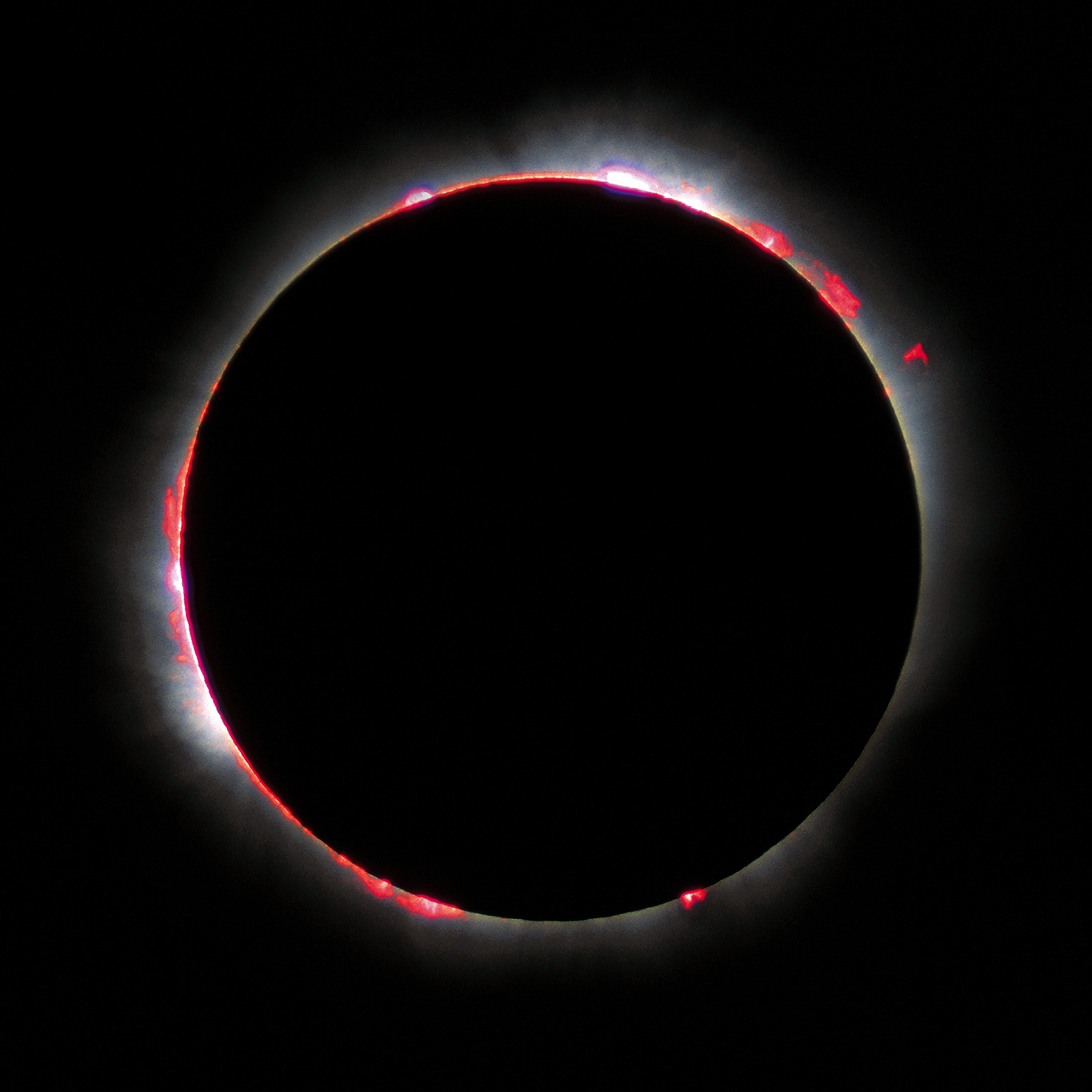
صورة للشمس إلتقطها لوق فياتور خلال الخسوف الشمسي الكلي الذي حدث عام 1999 في اليوم 11 من نوفمبر

ومن خصائص المتكور الملون تلك الأقواس اللهيبية التي تبدأ الظهور والصعود من بقعة ما من المتكور الضوئي ( photosphere ) ثم تعلو فوق المتكور الملون ( chromosphere ) لتبدأ الهبوط ثانيا أثناء فترة تمتد إلى عشرة دقائق.
كما تظهر أحينا شعيرات غازية ملتهبة بمستوي السطح ولهيب متعرج قد تبقى لفترة عشرين دقيقة على ذلك الحال.
وأما الأقواس اللهيبية التي تبدأ من المتكور الضوئي فهي تصل أحيانا لمسافات تصل إلى 150000 كيلومتر فوق المتكور الملون . كما تظهر أحيانا الاضطرابات النارية المستديرة على شكل الزهرات والورود ، ولكن ظهورها يكون أقل بكثير عن ظهور الاقواس .
وتظهر عل أسطح بعض النجوم مناطق انتقالية تعلو فيها درجة الحرارة علوا شديدا مفاجئا إلى الطبقة السطحية الساخنة والتي تشكل الغالبية العظمى من تكوين السطح .